# Городковичи
Городковичи — село в Спасском районе Рязанской области, входит в состав Лакашинского сельского поселения. 

## География
Село расположено в 1 км на юг от центра поселения села Лакаш и в 53 км на северо-восток от районного центра Спасска-Рязанского. 

## История
Городковичи в качестве села упоминаются уже в платежных книгах Рязанского княжества 1628 года. В окладных книгах 1676 года в Городковичах упоминается церковь Успения Пресвятой Богородицы. В 1792 году прихожане Успенской церкви просили о дозволении возобновить их приходскую церковь, в 1799 году прихожане снова просили о перестроении церкви, а в 1822 году - о переделке иконостаса. Каменная церковь в честь Успения Божьей Матери с приделами Георгиевским и Трехсвятительским начата постройкой в 1862 году по желанию преосвященного Гавриила Городкова и на его средства. В 1870 году строительство было окончено с помощью посторонних жертвователей. Настоящая церковь освящена 26 сентября 1865 года, а приделы - 15 августа 1870 года. В числе зданий, принадлежащих церкви, находился каменных дом, устроенных также на средства преосвященного Гавриила, в котором помещалась земская школа.
В XIX — начале XX века село являлось центром Городковической волости Спасского уезда Рязанской губернии. В 1906 году в деревне было 230 дворов.
С 1929 года село являлось центром Городковического сельсовета Ижевского района Рязанского округа Московской области, с 1937 года — в составе Лакашинского сельсовета Рязанской области, с 1963 года — в составе Спасского района, с 2005 года — в составе Лакашинского сельского поселения.

## Население
| 1859 | 1897  | 1906  | 2010 |
| ---- | ----- | ----- | ---- |
| 1507 | ↘1298 | ↗2141 | ↘273 |